# Ilja Jefimovics Repin
Ilja Jefimovics Repin  (oroszul: Илья Ефимович Репин) (ukránul: Ілля́ Юхи́мович Рє́пін) (Csugujev, Orosz Birodalom, 1844. augusztus 5. – Kuokkala, Finnország, 1930. szeptember 29.) orosz festő, a realizmus egyik legnagyobb mestere. Művei mély lelki átélésről és szociális érzékenységről tanúskodnak. Késői képeivel új stílust teremtett, ami miatt halála után a Szovjetunióban különösen nagy tisztelet övezte a szocialista realizmus művészei között. „Haladó” és „realista” felfogása példát mutatott a fiatal szovjet művésznemzedékek számára, de világszerte óriási hatást gyakorolt.

## Élete és munkássága

### Neve
Családnevének eredeti, régies írásmódja: Рѣпин.
A név magyar átírása nem egységes. A Repin mellett találkozni lehet a Rjepin alakkal is, amely jobban megközelíti az oroszos kiejtést.

### Tanulóévek, pályája kezdete
Repin Ukrajnában, egy Harkivtól 35 km-re keletre fekvő kisvárosban, Csugujevben született orosz bevándorlók gyermekeként. A városka katonai iskolájának topográfiai osztályában kezdte tanulmányait, majd miután azt bezárták, apja inasnak adta. Inaséveit 1857 és 1863 között egy helyi ikonfestőnél, I. M. Bunakovnál töltötte, ahol jártasságot szerzett a portréfestésben is. 1863-ban Szentpétervárra utazott és beiratkozott egy rajziskolába. Egyik tanára, Ivan Nyikolajevics Kramszkoj fedezte fel tehetségét, akivel ekkor kezdődött barátsága, és akinek segítségével hamarosan a Művészeti Akadémia hallgatója lett. 1870-ben festő barátaival volgai utazáson vett részt, melyen számos tanulmányt készített. Ezeket később felhasználta egyik leghíresebb képe, a Hajóvontatók a Volgán (1873) megfestéséhez. Egy évvel később sikeresen befejezte akadémiai tanulmányait és vizsgaművével többéves külföldi ösztöndíjat nyert. Szentpétervári évei alatt barátságot kötött Vlagyimir Sztaszov kritikussal, megismerkedett korának híres művészeivel, köztük Mogyeszt Muszorgszkij, Nyikolaj Andrejevics Rimszkij-Korszakov és Alekszandr Porfirjevics Borogyin zeneszerzőkkel.
1872-ben feleségül vette Vera Sevcovát, akitől ősszel lányuk, később még két lányuk és egy fiuk született. 1873–1876 között Itáliában és főként Franciaországban élt, tapasztalatokat gyűjtött, dolgozott. Hazatérve szülővárosába, majd Moszkvába ment, végül Szentpéterváron telepedett le.

### Hazatérése után
Szentpéterváron csatlakozott a Képzőművészek Vándorkiállítási Társaságába (Tovariscsesztvo peredvizsnih hudozsesztvennih visztavok) tömörült művészek csoportjához. A csoport jelentős szerepet játszott a 19. századi orosz festészet megújításában, az Akadémia túlzottan merev normáinak oldásában. Repin művészete az 1880-as években teljesedett ki. Szinte minden műfajban otthon érezte magát, témáit ebben az időszakban gyakran az ukrajnai vidéki életből merítette, számos zsánerképet festett. Alkotásaival rendszeresen részt vett a társaság kiállításain, ott mutatta be egyik leghíresebb alkotását is, a Húsvéti körmenet a Kurszki kormányzóságban című képet (1880–1883). A festmény az orosz vidéki élet realista, ám jelképes erejű festői megfogalmazása.
Sokalakos képeinek jó néhány szereplője külön tanulmány, minden alak külön él és mégis kompozíciós egységet alkot. Ugyanezt a jellemábrázoló erőt látjuk A zaporozsjei kozákok válasza a török szultánnak című festményen, mely egy valóban megtörtént eseményt ábrázol. A több mint egy évtizeden át, 1878–1891 között készült kép művészi kifejeződése a tekintélyt és hatalmat nem tisztelő kozákság féktelenségének, szabadságának. A festményt III. Sándor cár vásárolta meg elképesztően magas áron, 35 000 rubelért.
A pontos és kifejező lélektani ábrázolás Repin művészetének egyik legjellemzőbb vonása. Rettegett Iván és fia, Iván (1885) című kétalakos festménye a fiát önkéntelenül legyilkoló cár tébolyának és a rákövetkező felismerés iszonyatának egyidejű, nagy hatású ábrázolása. A pontosan 300 évvel korábbi eseményt megörökítő kép az 1881. évi cárgyilkosság és azt követő véres megtorlás hatása alatt született. Az alkotást Tretyakov vásárolta meg, de III. Sándor cár megtiltotta nyilvános bemutatását, így csak jóval később kerülhetett a nagyközönség elé.
Az 1880-as években a festő szinte sorozatban alkotta meg híres kortársainak portréit is, neki köszönhetők többek között L.N. Tolsztoj, D.I. Mengyelejev, M.P. Muszorgszkij, V.I. Szurikov, I.N. Kramszkoj és Liszt Ferenc közismert arcképei.

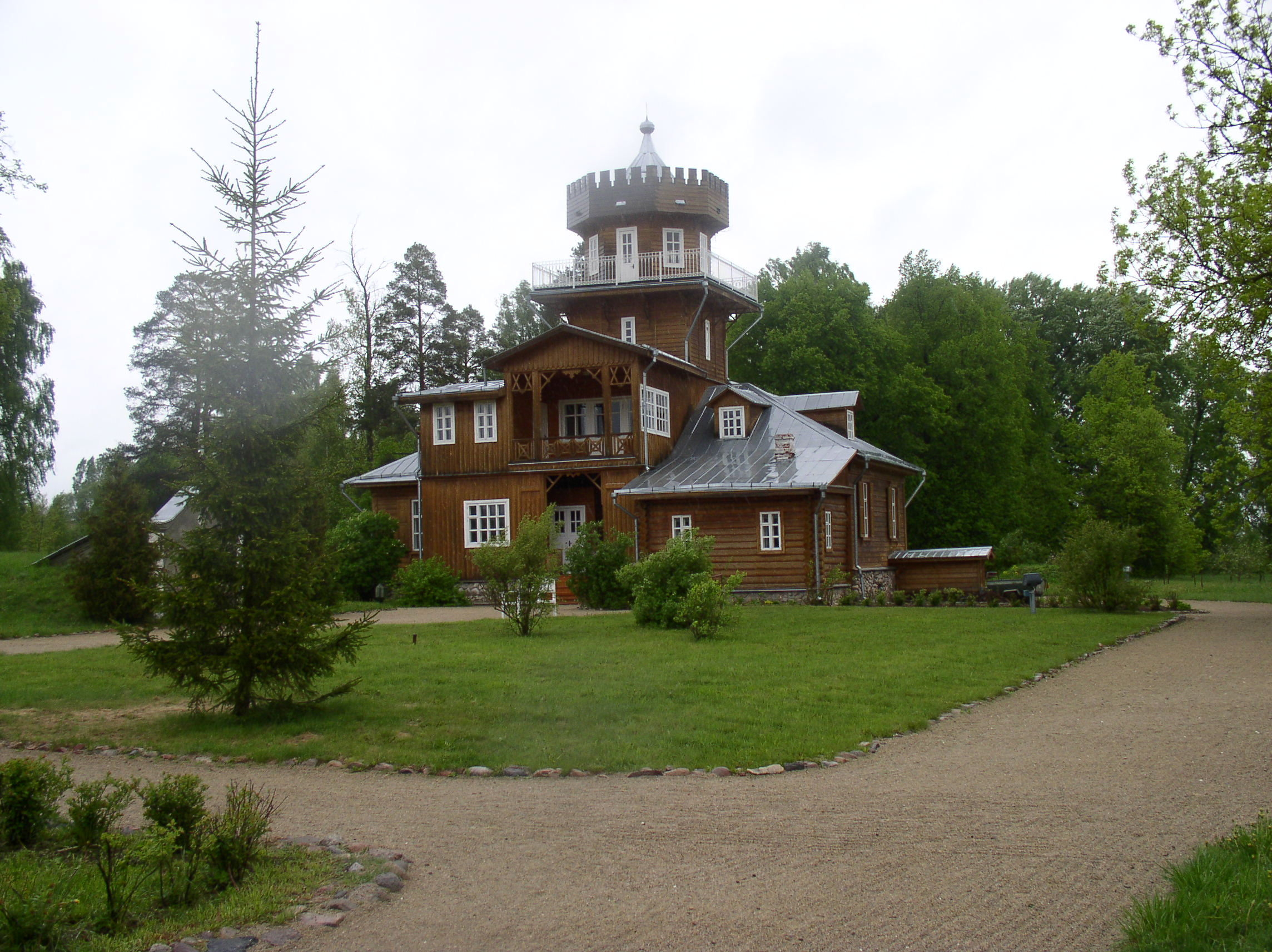
Repin egykori háza Zdravnyevóban

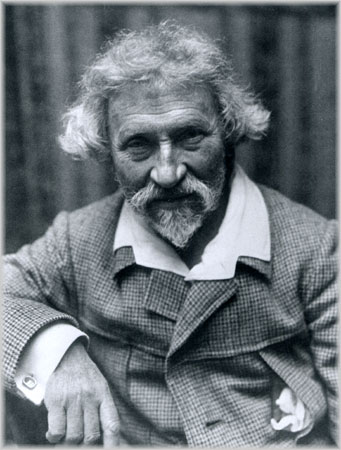
Repin az 1900-as években

### A századfordulón
Repin kapcsolata feleségével megromlott, 1887-ben különváltak. A két idősebb lány a festővel, a két fiatalabb gyerek anyjukkal maradt. Nézeteltérései miatt Repin nemsokára a vándorkiállítási társasággal is szakított. A „zaporozsjei” kép eladásából 1892-ben a Nyugati-Dvina partján birtokot vásárolt (Zdravnyevo, az akkori Vityebszki kormányzóság területén; ma: Fehéroroszország), ott pihent, gazdálkodott, házához műtermet épített, megfestette lányai arcképeit.
Az 1894-1907 között a Művészeti Akadémia tanára, két évig rektora is volt, emellett egy magán festőiskolában is tanított; nála tanult többek között B. M. Kusztogyijev és I. E. Grabar. A századforduló ünnepelt művészegyéniségei közé tartozott, több európai művészeti akadémiai is tagjává választotta. Ő kapott megbízást Az Államtanács ünnepi ülésének (teljes címén: Az Államtanács ünnepi ülése 1901. május 7-én, megalapításának 100 éves jubileumán, 1901–1903) megörökítésére. A hatalmas tabló (400 x 877 cm vagy 462 x 853 cm (?), Állami Orosz Múzeum, Szentpétervár) megalkotásában tanítványai, B. M. Kusztogyijev és I. Sz. Kulikov is segítettek. A több mint 80 főt ábrázoló csoportképen az akkori Államtanács szinte minden tagja egyenként felismerhető.

### Kuokkala,Penates
1899-ben Repin a Finn-öböl partján fekvő Kuokkala finn nyaralóhelyen kisebb földterületet vásárolt, rajta saját vázlatai alapján házat, benne műtermet építtetett. 1907-től szinte már csak új otthonában lakott, melyet a rómaiak családot és éléskamrát védelmező isteneiről Penates-nek nevezett el. A birtokot új élettársára, Natalja Nordmanra íratta. A festőnél csaknem 20 évvel fiatalabb Natalja a női emancipáció híve volt, szakított családjával és Repin társa lett (Hol második feleségeként, hol házasságon kívüli barátnőként említenek). Kuokkalai házukban a kor hírességei közül többen, így D.I. Mengyelejev, F.I. Saljapin, L.N. Andrejev, A.I. Kuprin és Makszim Gorkij is megfordultak. Natalja, aki Szeverova írói álnéven maga is írogatott, hosszú ideig tuberkulózisban szenvedett. 1914 tavaszán, pontosan nem tisztázott okok miatt Svájcba utazott és néhány hét múlva Locarnóban, egy szegények részére fenntartott kórházban meghalt. Mire Repin odaért, az asszonyt már eltemették.

### 1917 után
1918-ban, Finnország függetlenné válásakor a falu és vele Repin is elszakadt Oroszországtól. 1922-ben Petrográdból átköltözött hozzá Vera nevű leánya, ő lett Penates háziasszonya. Maga Repin begubózott történelmi eseményektől távol eső műtermébe és kedvelt vallási tárgyú képei vagy élénk színekkel megfestett, életörömöt sugárzó zaporozsjei témái közé menekült. Késői korszakának leghíresebb festménye, az 1925-ben befejezett Golgota (USA, Princeton) azonban kilátástalan, tragikus életérzést sugároz.
Műveiből 1924-ben Moszkvában, 1925-ben a leningrádi Állami Orosz Múzeumban jubileumi kiállítást rendeztek, melyen 340 képét láthatta a közönség. A festő nem volt jelen. Bár hazaköltözhetett volna, többször hívták és a szovjet pártvezetés is megpróbálta rábeszélni, ő nem élt a lehetőséggel. Soha nem tért vissza a szovjetté lett Oroszországba, saját házában hunyt el és annak parkjában temették el 1930 őszén.
Kuokkala települést a finn-szovjet háború következményeként 1940-ben a Szovjetunióhoz csatolták. Egy évvel korábban Repin fia és Vera nevű leánya elhagyta a házat és Helsinkibe menekült. A település nevét Repinóra változtatták, a festő házában emlékmúzeumot rendeztek be. A második világháború harcaiban a ház porig égett. Az emlékmúzeumot az újjáépített házban, részben eredeti berendezéssel 1962-ben nyitották meg ismét.

## Magyarul
- I. E. Repin válogatott művészeti írásai; vál. Bacher Béla, ford. Elbert János, bev. Aradi Nóra, név- és tárgymutató Kovanecz Ilona; Képzőművészeti Alap, Bp., 1963 (A művészettörténet forrásai)

## Festményei

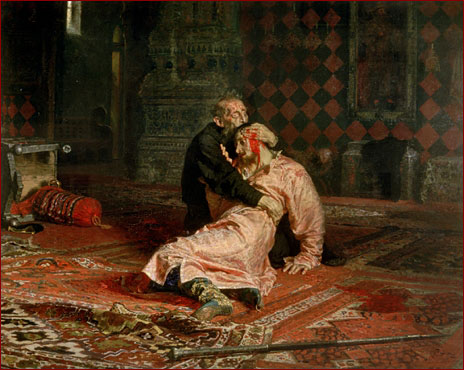
Rettegett Iván és fia (1885)
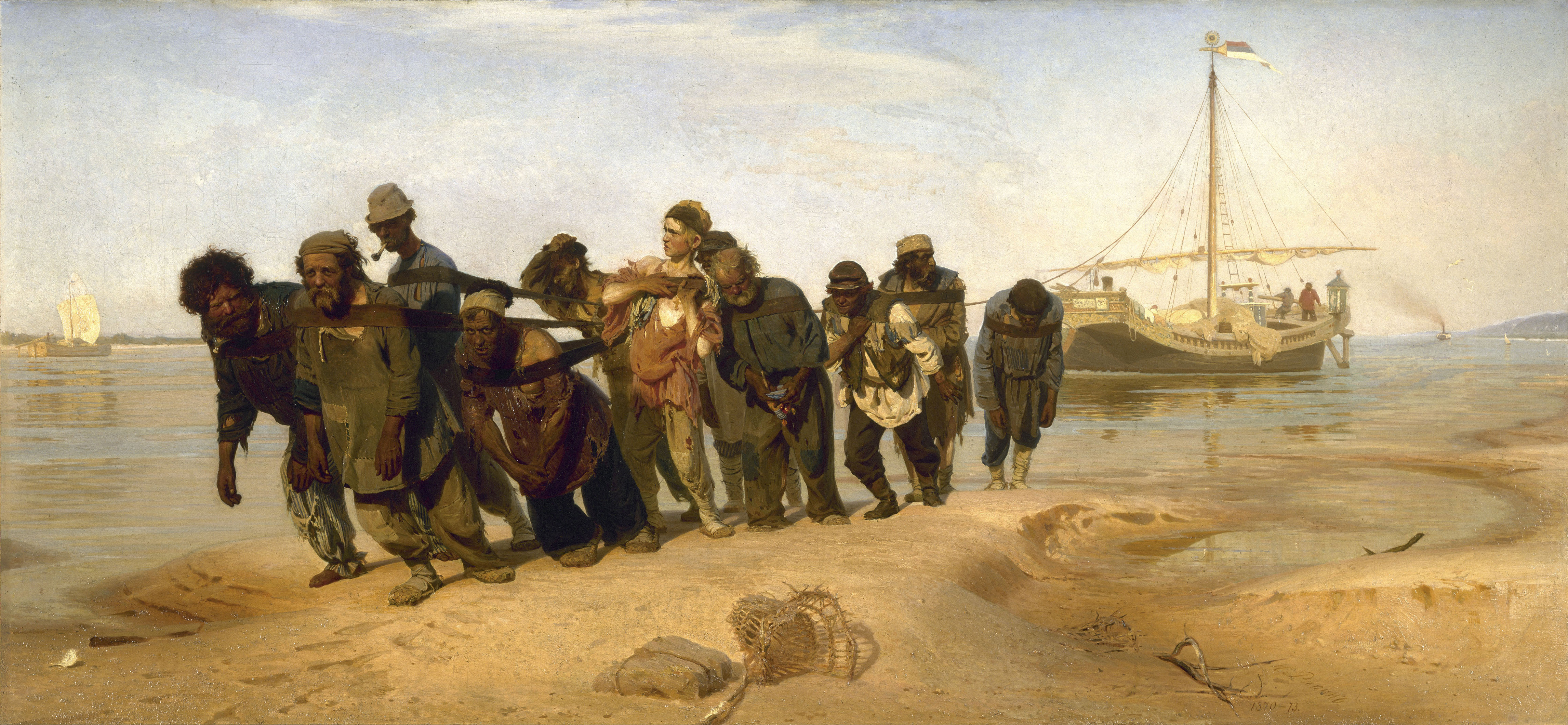
Hajóvontatók a Volgán (1870-1873)
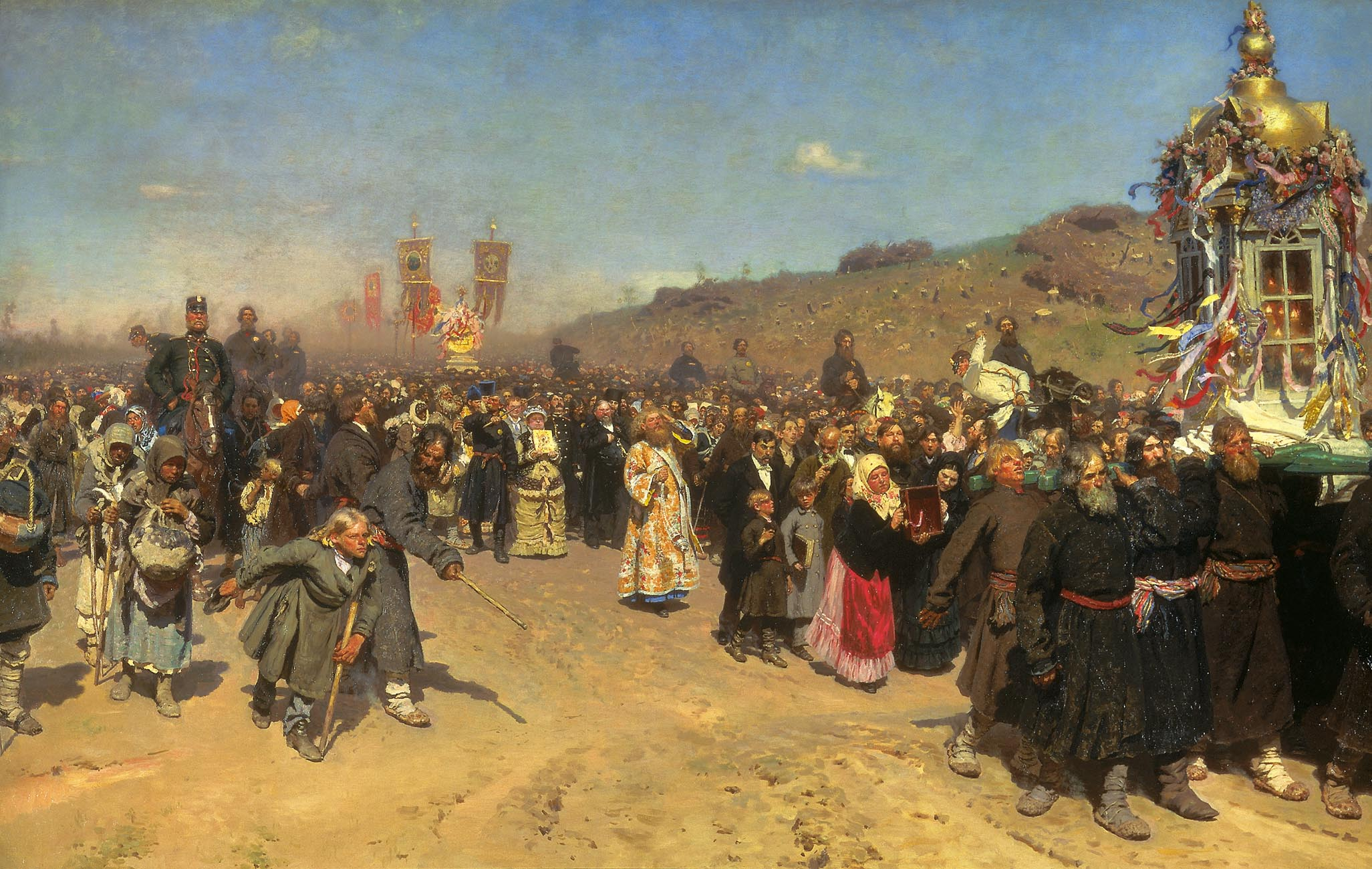
Húsvéti körmenet a Kurszki kormányzóságban (1880-1883)
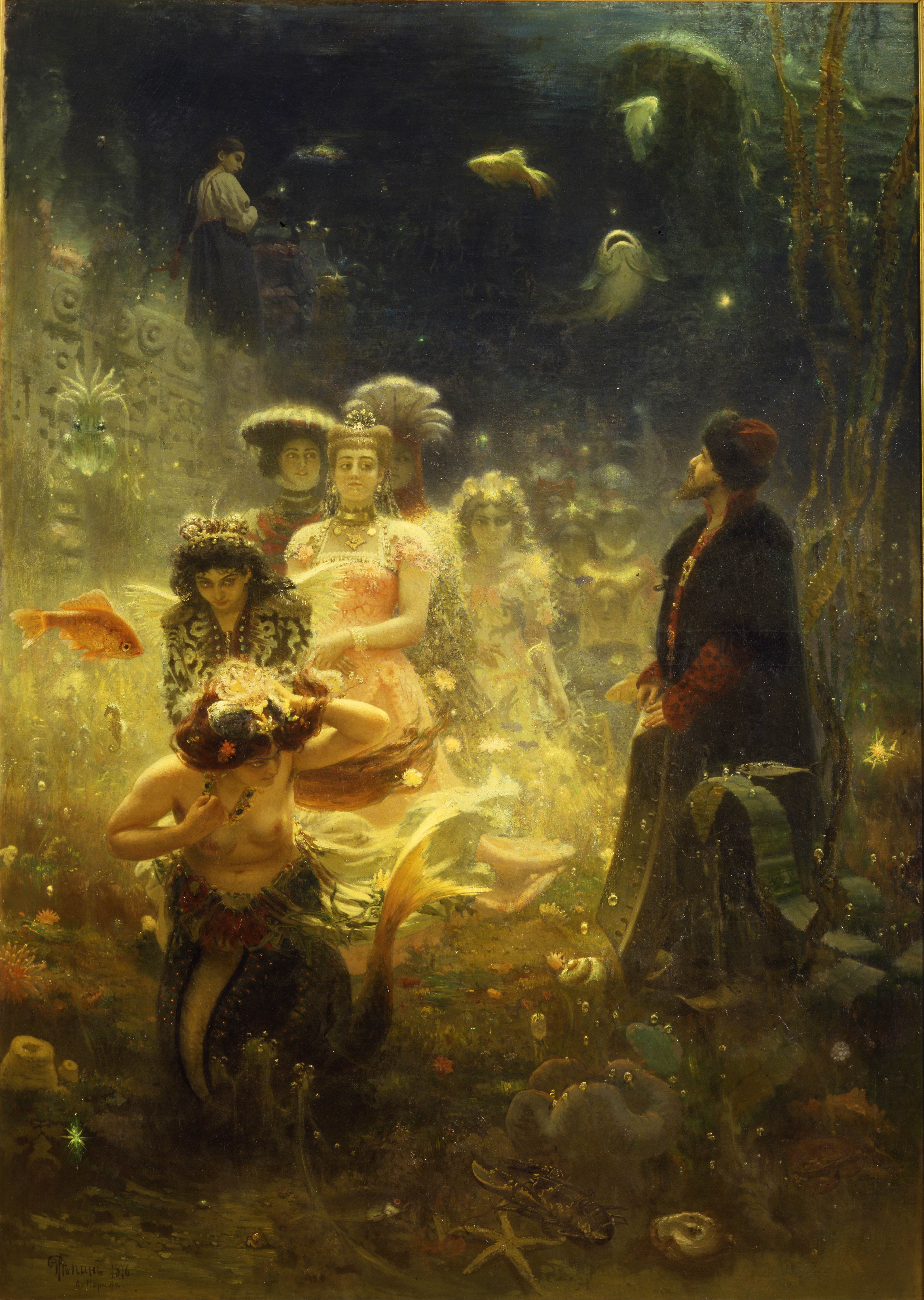
Szadko a vízalatti királyságban (1876)
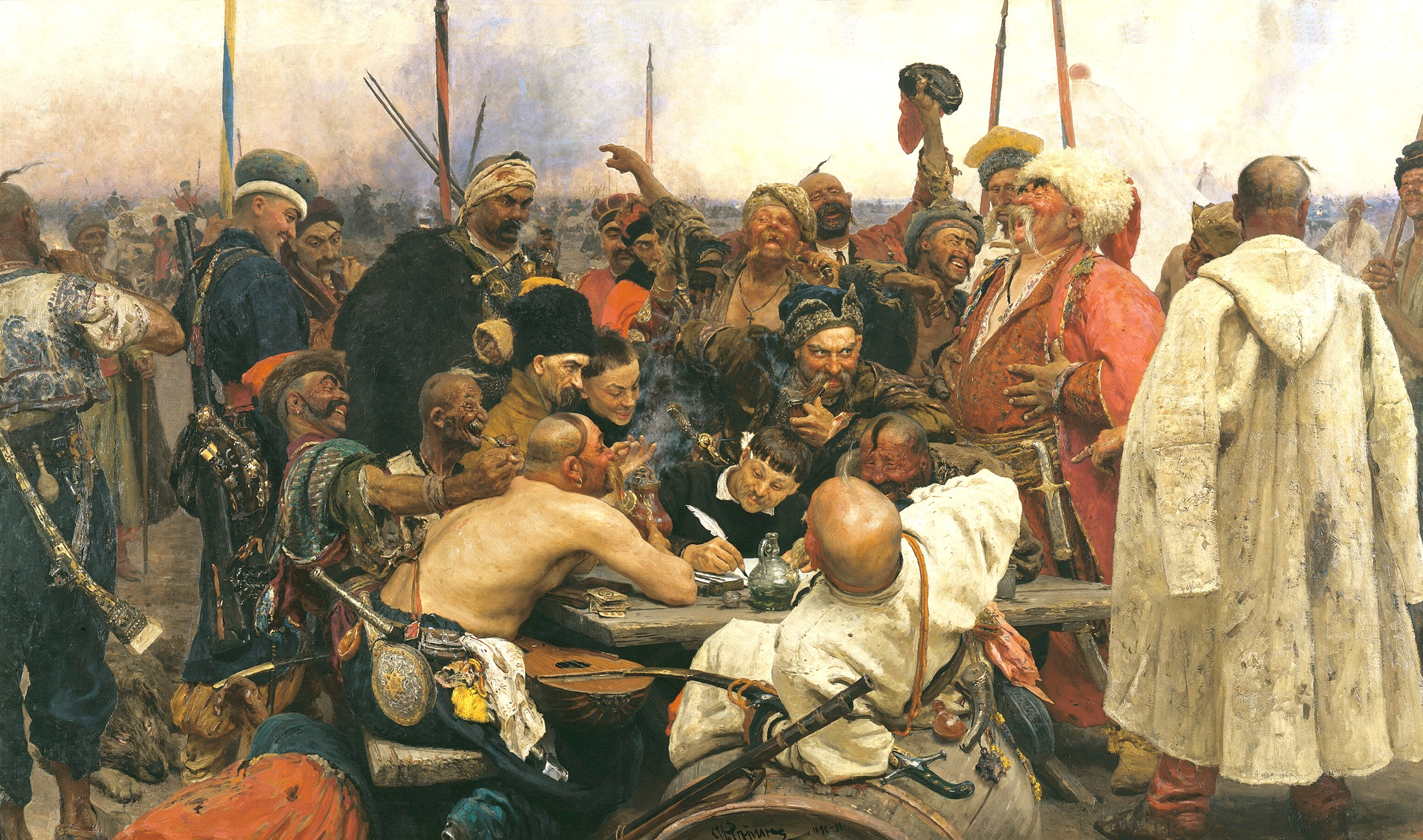
A zaporizzsjai kozákok levelet írnak IV. Mehmed szultánnak (1880-1891)
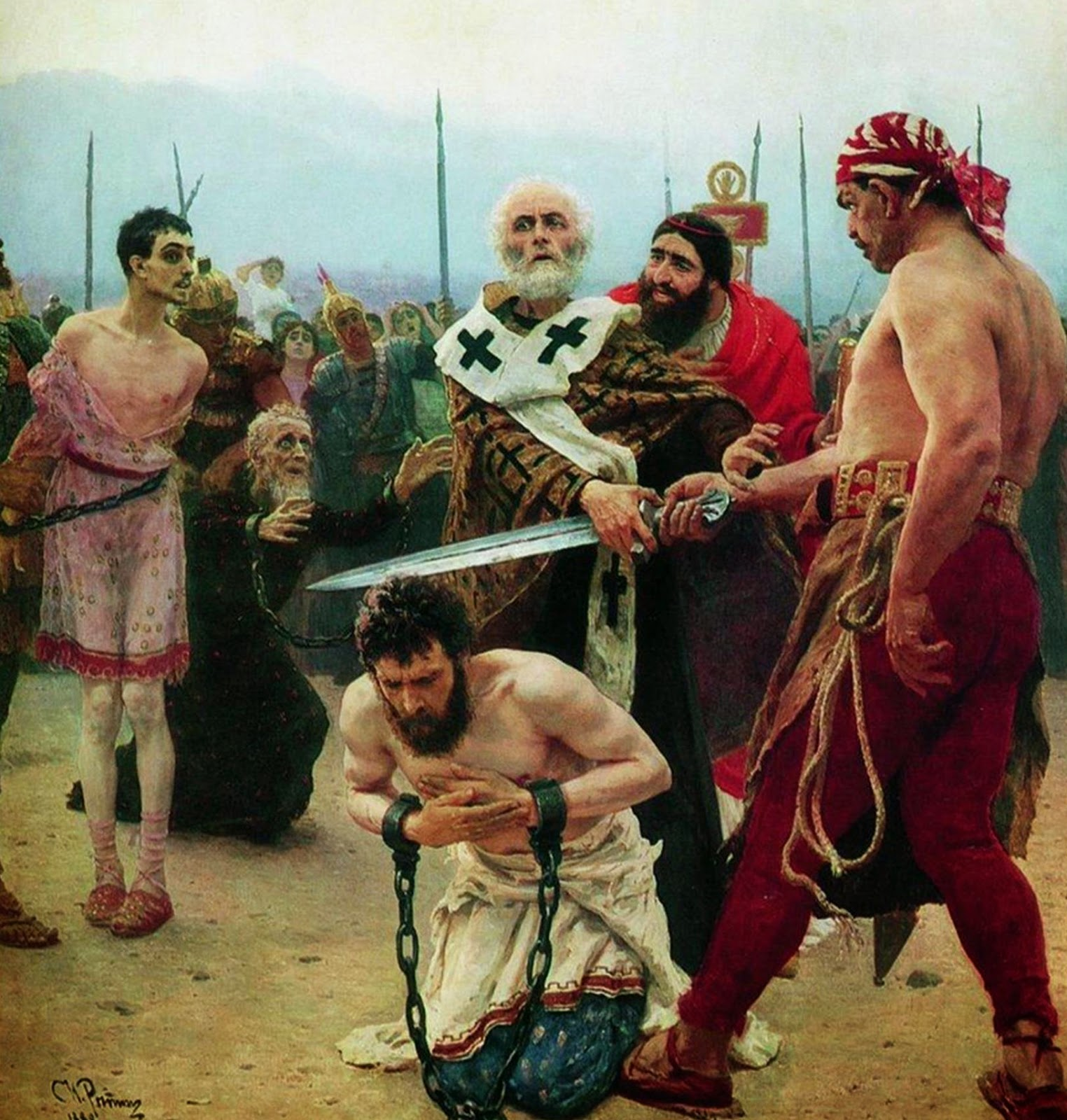
Myrai Szent Miklós megment három ártatlant a haláltól (1889)
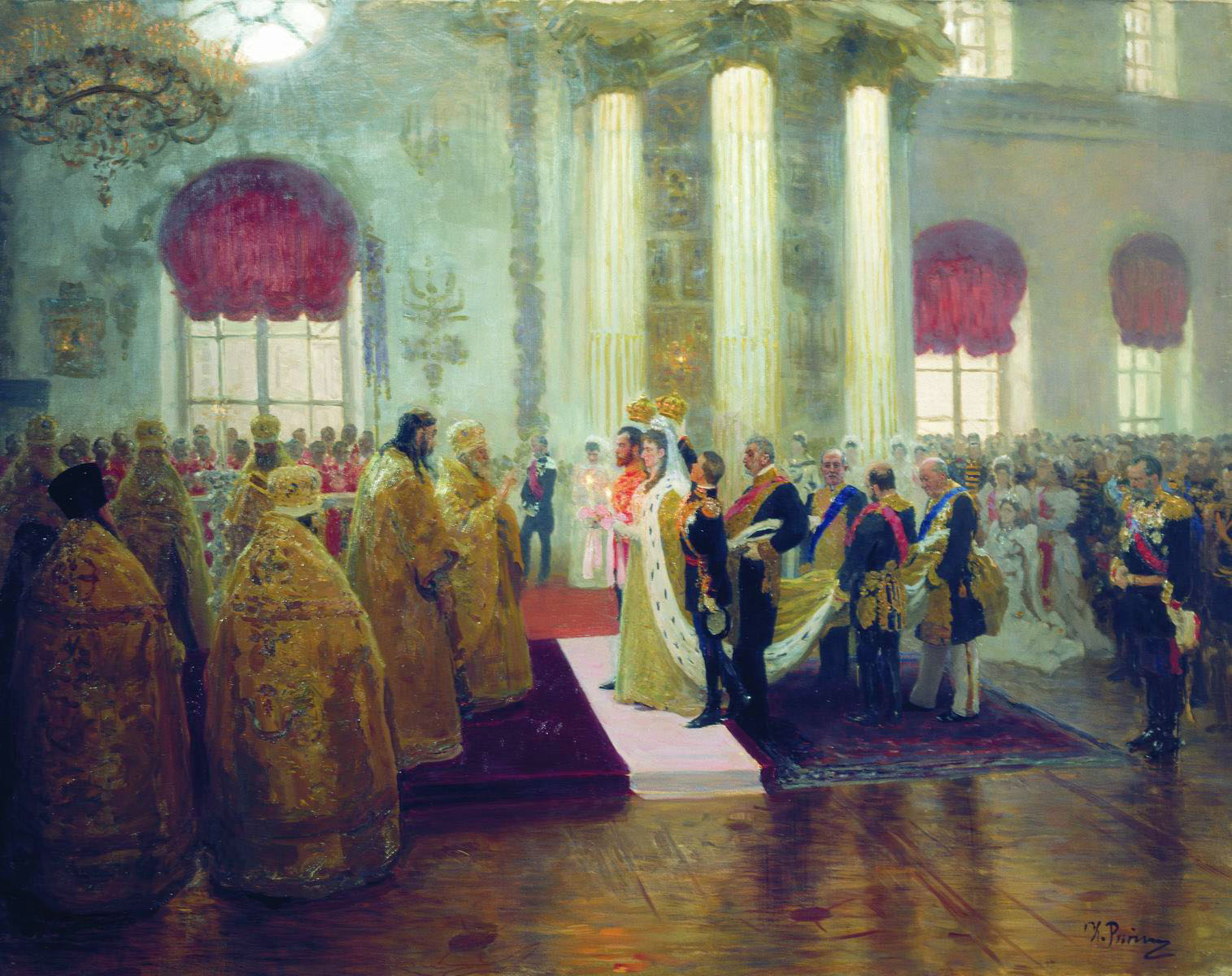
II. Miklós és Alekszandra Fjodorovna esküvője (1894)
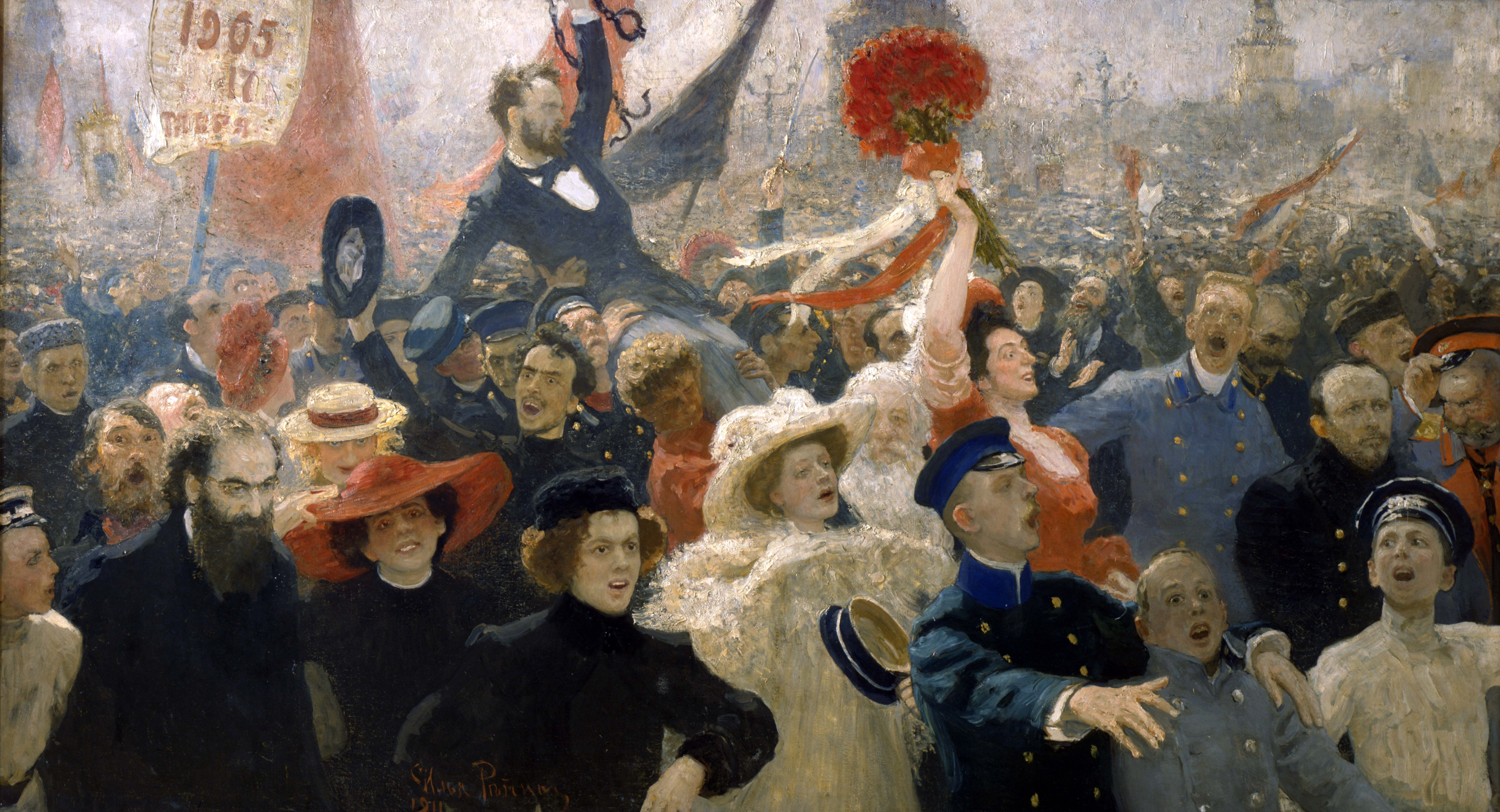
1905. október 17., (1906-1911)
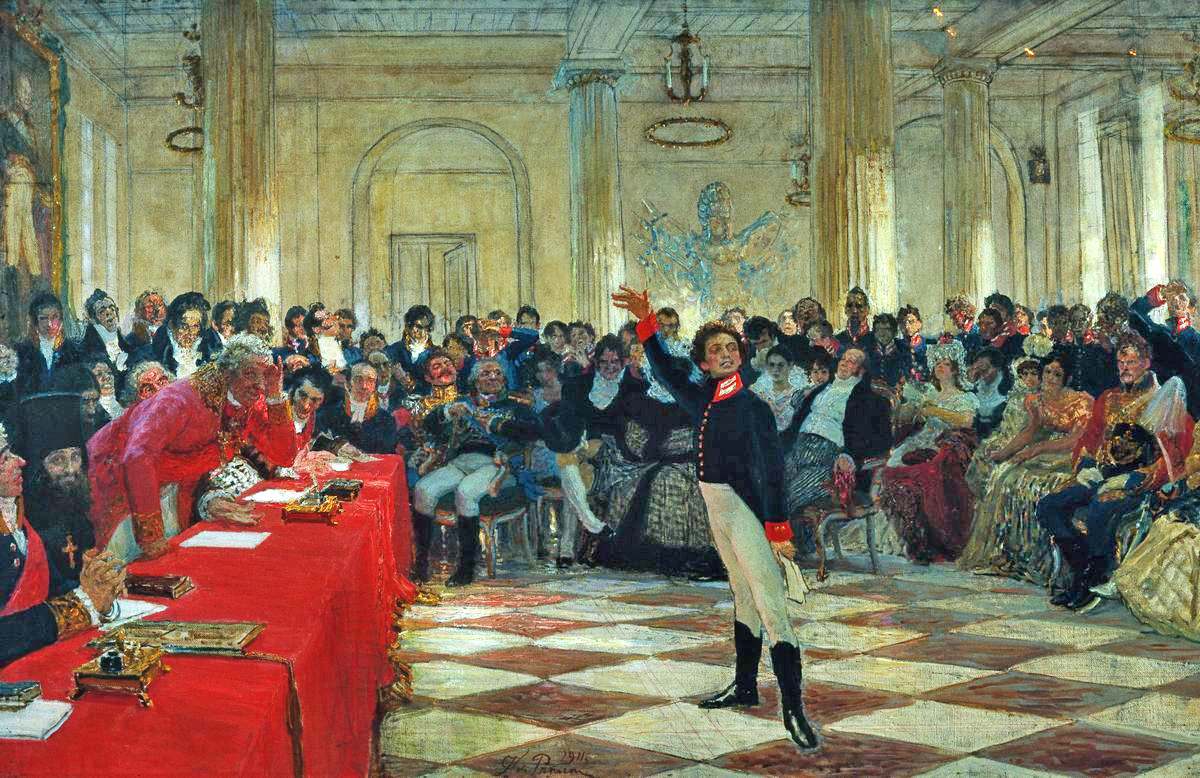
Puskin verset szaval az idős Gyerzsavin előtt (1911)
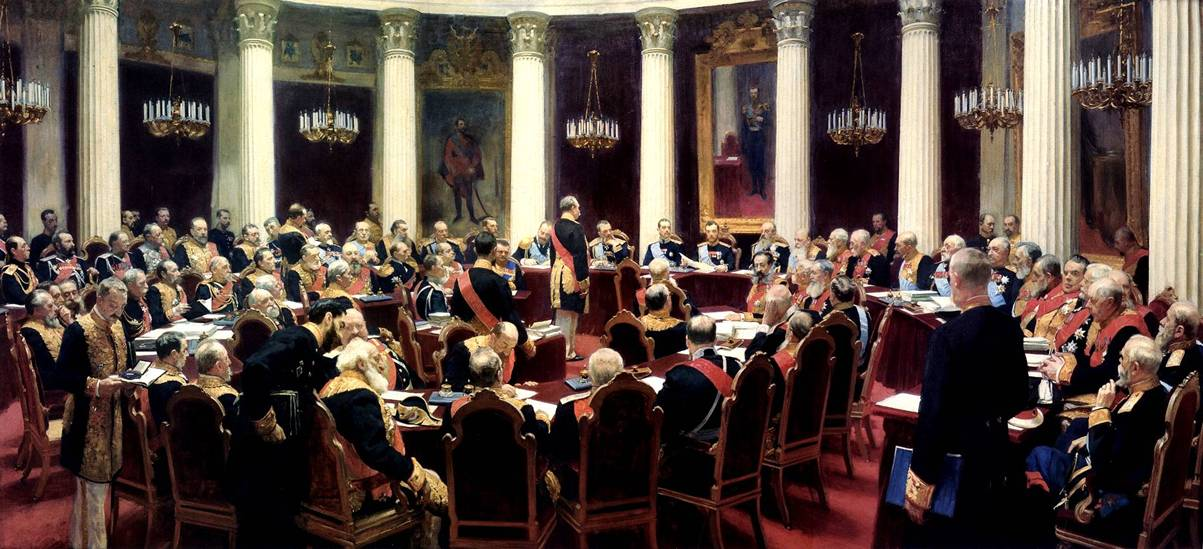
Az államtanács ülése (1901)
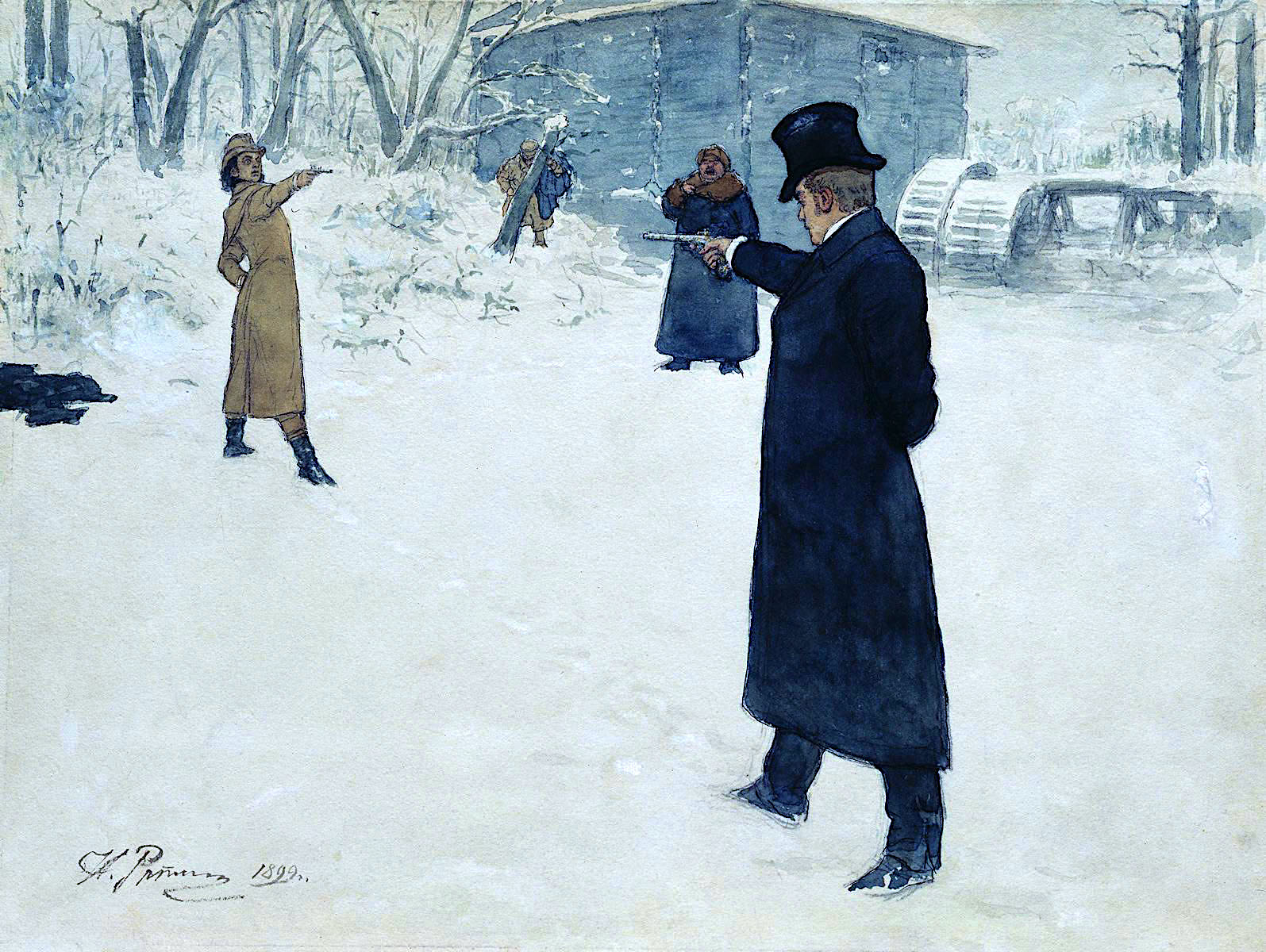
Anyegin; akvarell illusztráció, (1899)

### Portrék

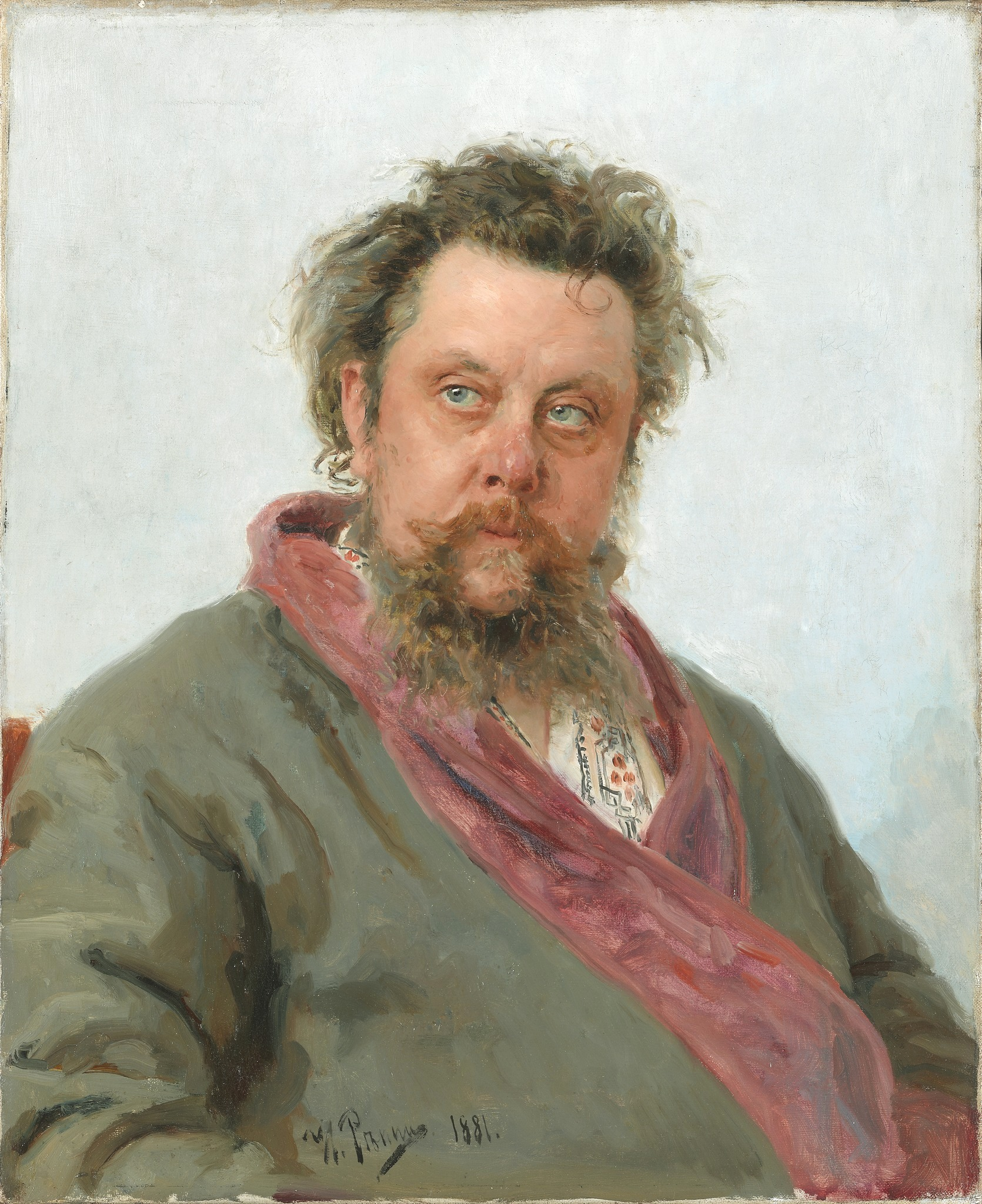
Modeszt Muszorgszkij zeneszerző (1881)
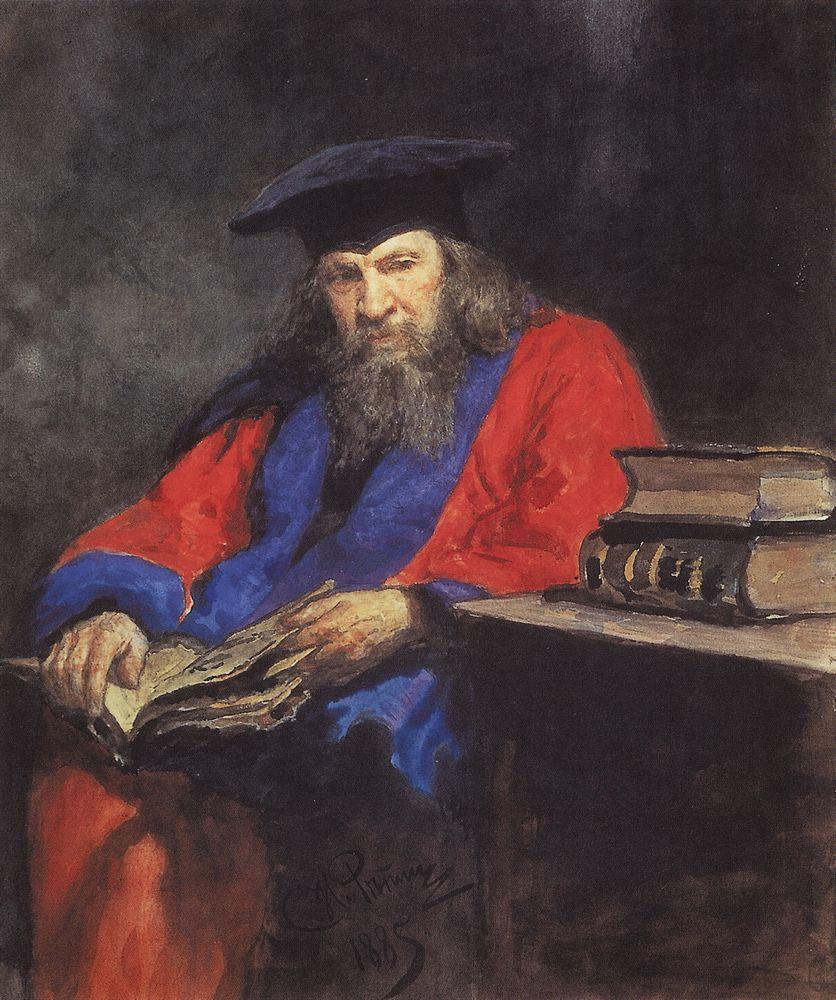
Dmitrij Mengyelejev kémikus (1885)
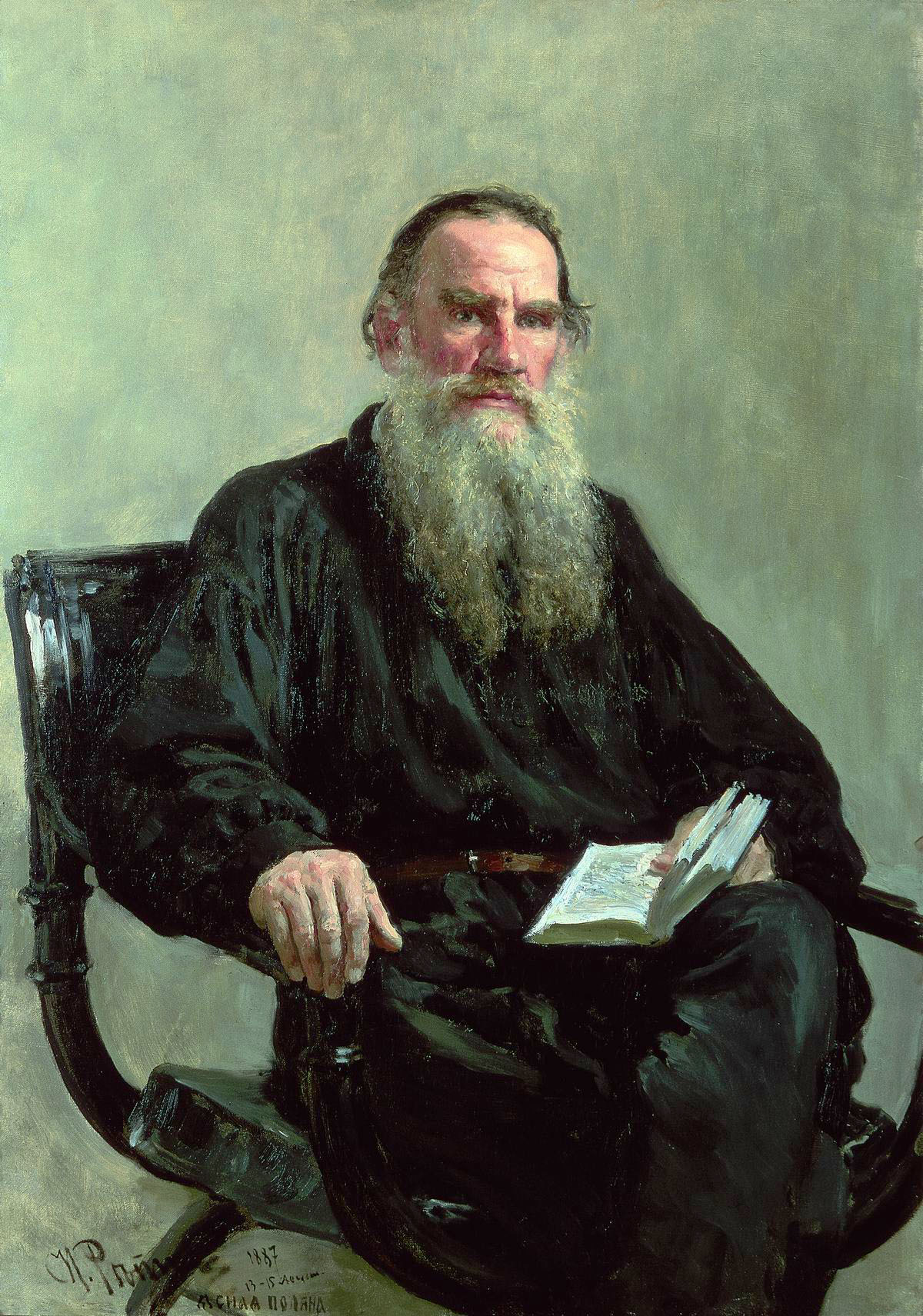
Lev Tolsztoj író (1887)
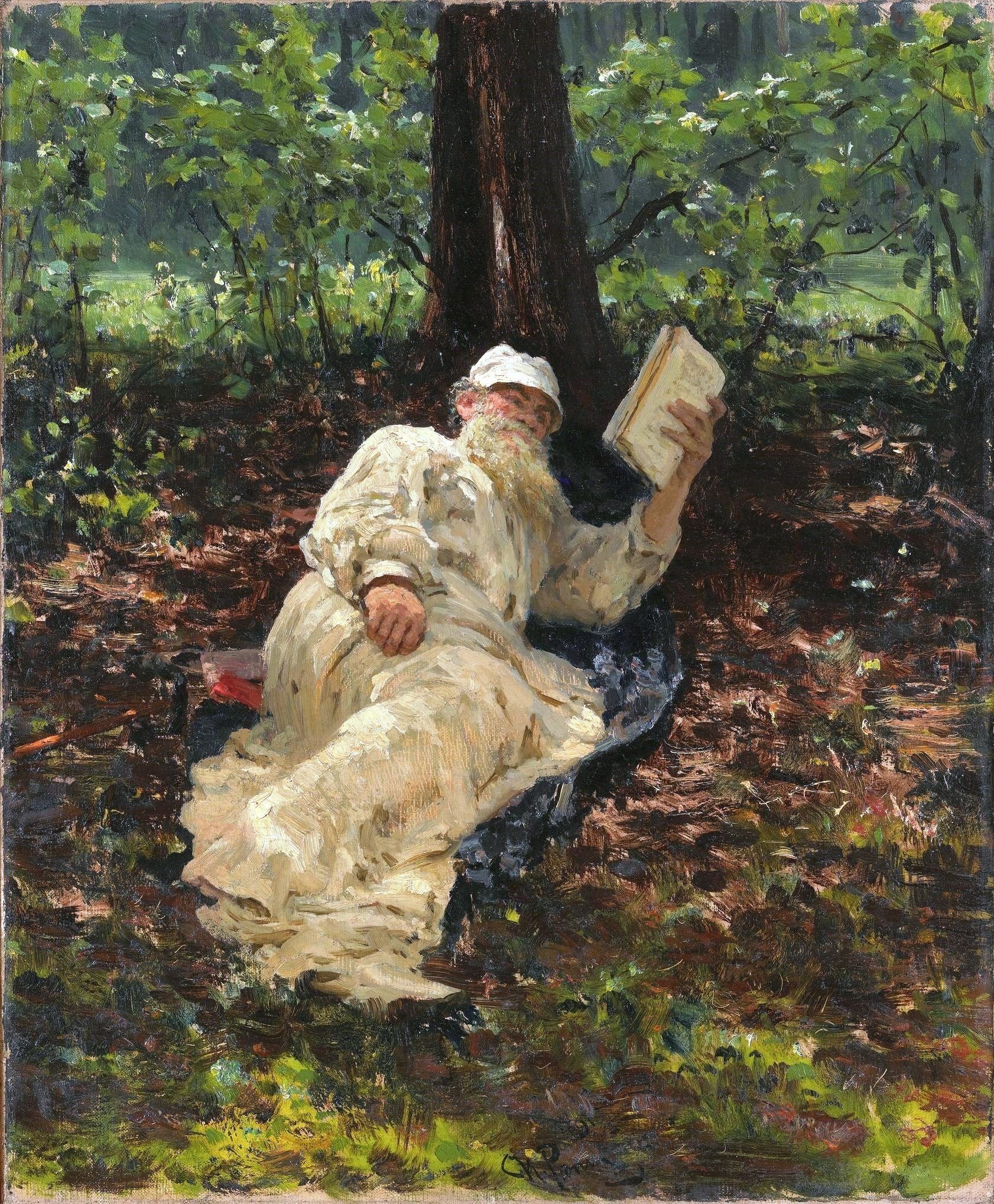
Lev Tolsztoj (1893)
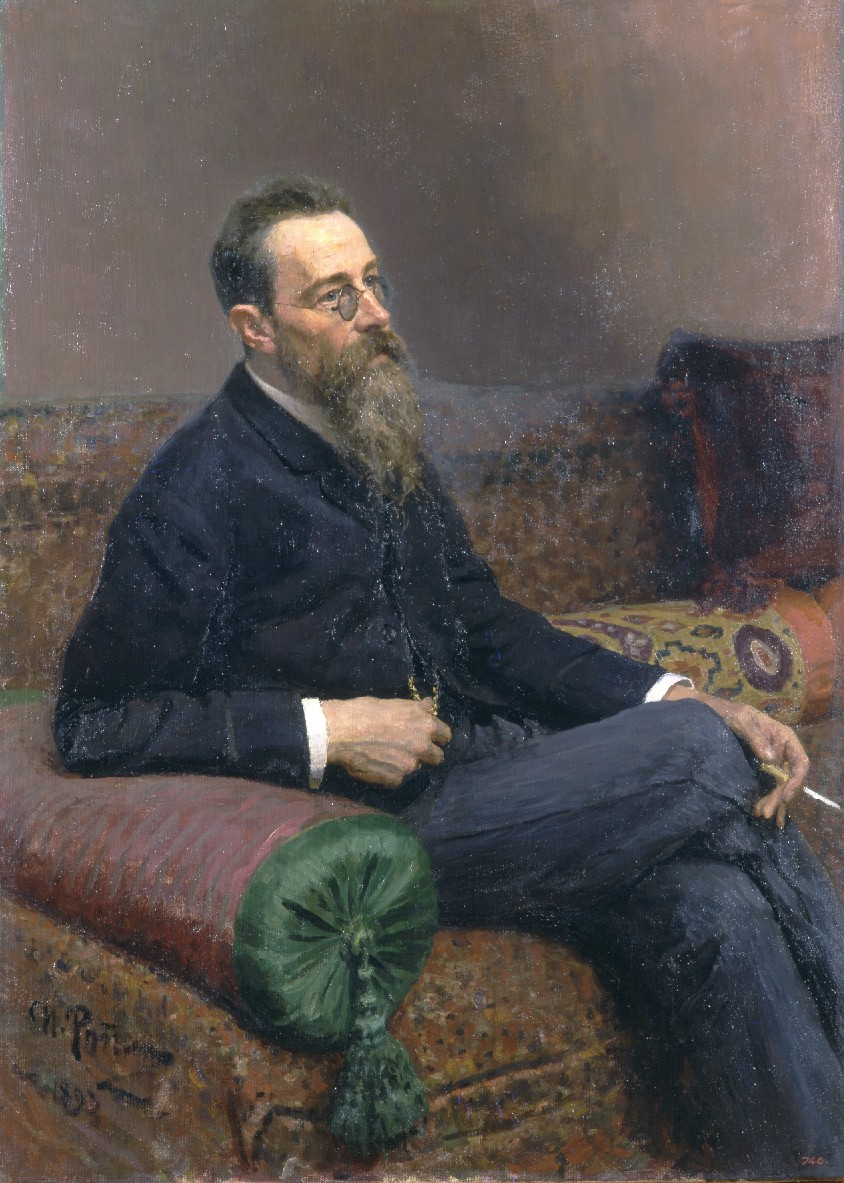
Nyikolaj Rimszkij-Korszakov zeneszerző (1893)
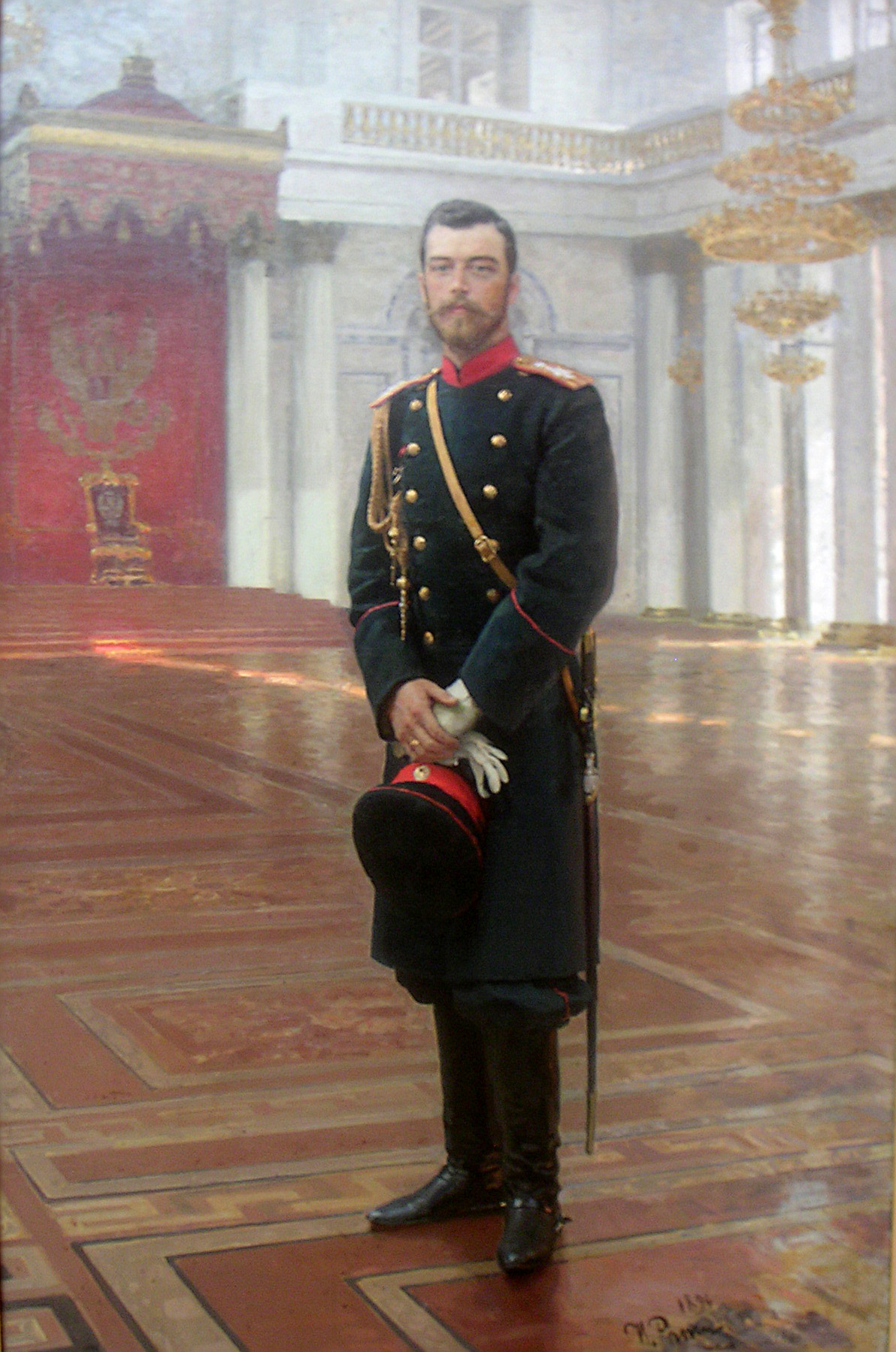
II. Miklós cár (1896)
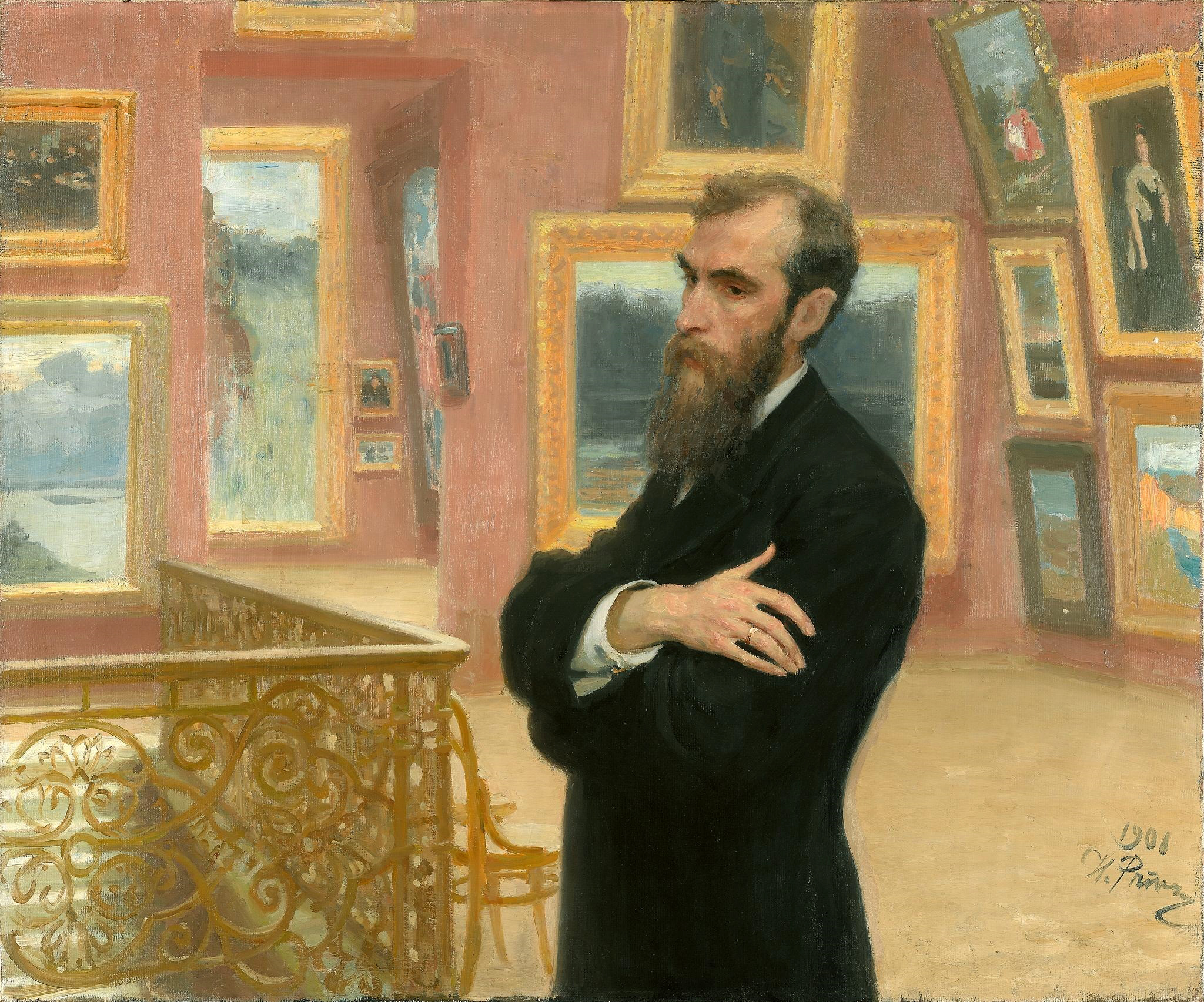
Pavel Tretyjakov üzletember, műgyűjtő (1901)
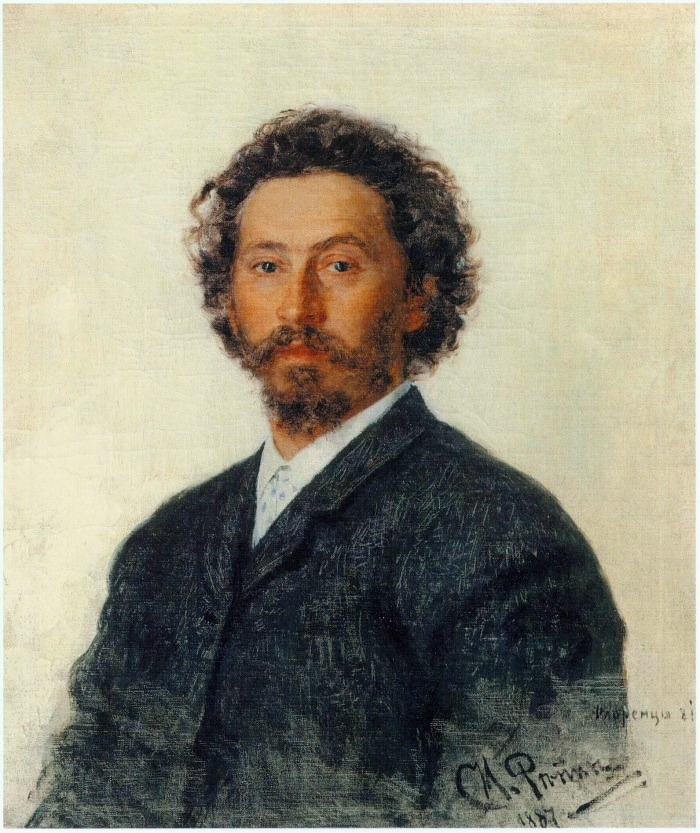
Önarckép (1887)